# Homologiesphäre
Eine Homologiesphäre bezeichnet in der Mathematik eine {\displaystyle n}-dimensionale Mannigfaltigkeit {\displaystyle M}, deren  singuläre Homologiegruppen isomorph zu denen der gewöhnlichen {\displaystyle n}-Sphäre sind.

## Definition
Eine {\displaystyle n}-dimensionale Mannigfaltigkeit {\displaystyle M} heißt Homologiesphäre, falls für ihre singulären Homologiegruppen
{\displaystyle H_{0}(M,\mathbb {Z} )\cong H_{n}(M,\mathbb {Z} )\cong \mathbb {Z} }
für ein {\displaystyle n>1} und
{\displaystyle H_{j}(M,\mathbb {Z} )=\{0\}}
für alle anderen {\displaystyle j} gilt.

## Eigenschaften
Aus der Homologie kann man ablesen, dass {\displaystyle M} eine kompakte, zusammenhängende Mannigfaltigkeit ohne Rand ist.
Im Allgemeinen ist {\displaystyle M} jedoch nicht einfach zusammenhängend:
Teilt man die Fundamentalgruppe {\displaystyle \pi _{1}(M)} durch ihre Kommutatorgruppe dann erhält man eine Gruppe, die isomorph zur ersten Homologiegruppe {\displaystyle H_{1}(M,\mathbb {Z} )} ist.  Das bedeutet aus {\displaystyle H_{1}(M,\mathbb {Z} )=\{0\}} kann man lediglich schließen, dass die Fundamentalgruppe eine perfekte Gruppe, also zu ihrer Kommutatorgruppe isomorph ist, nicht aber dass {\displaystyle \pi _{1}(M)} trivial sein muss.

## Geschichtliche Einordnung
Historisch wurden Homologiesphären zuerst in der {\displaystyle 3}-dimensionalen Topologie betrachtet.
Poincaré glaubte anfangs, dass der Homologiering ausreichen müsste, um die {\displaystyle 3}-dimensionale Standardsphäre eindeutig zu charakterisieren.  Er entdeckte aber ein Gegenbeispiel (die sogenannte Poincaré-Homologiesphäre) und formulierte dann die schärfere Poincaré-Vermutung (bei der zusätzlich {\displaystyle \pi _{1}(M)=\{0\}} gefordert wird), die erst ca. 100 Jahre später von Perelman bewiesen wurde.

## Verbindung zur Homotopiesphäre
Eine Anwendung des Satzes von Hurewicz und des Satzes von Whitehead zeigt, dass jede einfach zusammenhängende {\displaystyle n}-dimensionale Homologiesphäre eine Homotopiesphäre, d. h. homotopieäquivalent zur Sphäre {\displaystyle S^{n}} sein muss. Aus der Poincaré-Vermutung beziehungsweise ihrem höherdimensionalen Analogon für {\displaystyle n>3} folgt dann, dass sie auch homöomorph zur {\displaystyle S^{n}} ist. Auch in höheren Dimensionen gibt es also Homologiesphären {\displaystyle M\not =S^{n}} nur für {\displaystyle \pi _{1}M\not =0}.